# 蜂蜜酒

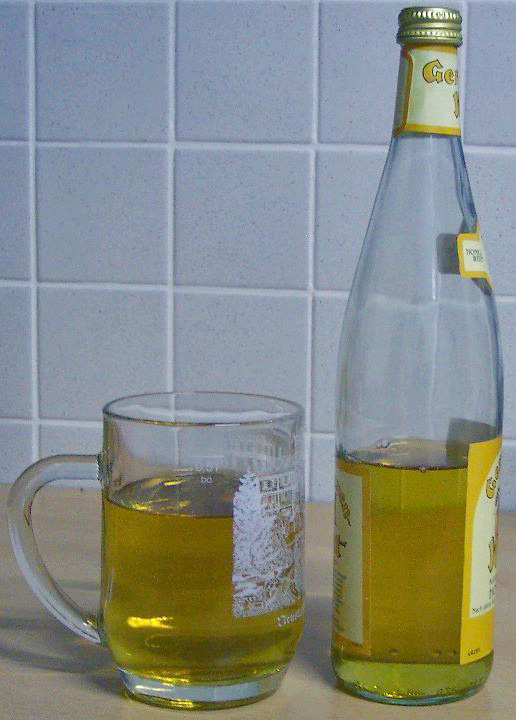
蜂蜜酒

蜂蜜酒（はちみつしゅ、英語: mead、ミード）は、蜂蜜を原料とする醸造酒。イタリア語: Idromele、ドイツ語: Met、ポーランド語: miód、スウェーデン語: mjöd、リトアニア語: midus、等々国によって呼称が異なるが、多くは印欧祖語で蜂蜜を意味する*médʰuに由来する。味や香りは酵母選びや製法だけでなく、ミツバチが蜜を利用する植物の種類によっても変わる。

## 概要
水と蜂蜜を混ぜて放置しておくと自然に酒の成分であるアルコールになることから、発祥は人類がホップやブドウに出会う前の旧石器時代末にまで遡ると言われている。青銅器時代に蜂蜜の消費量が増加したことから、蜂蜜酒の生産がこの頃に拡大していたと推測される。しかし、ビールやワインなどの他の醸造酒が台頭するに連れて蜂蜜酒は日常的な飲み物ではなくなっていった。
現在、蜂蜜酒の市場は東欧やロシアが主である。自家生産される地域は中東、エチオピアなどアフリカ諸国、中米からブラジルにかけて点在している。
日本でも生産されており、日本酒の造り酒屋が参入したり、蜂蜜酒愛好家が新規に酒類製造免許を取得したりしている。日本の酒税法では、法律改正により2006年5月より分類が変更され、醸造酒類のその他の醸造酒（旧法ではその他の雑酒2、製法によってはリキュール類）に該当する。欧米では製法がワインに似ていることから、「ハニーワイン」(Honey Wine) と称される場合もある。

## 歴史
蜂蜜酒は農耕が始まる以前から存在したとされる。製法が発展するに従い湯や他の植物を使うようになり、ビールに近い味になっていった。蜂蜜酒の製造は共同体での活動に空腹を満たす以上の動機、酔いを分かち合うという目的を与えた。酩酊による非日常感は、人々の絆を強めるといった霊的交流や宗教、儀礼行為へとつながっていった。クロード・レヴィ＝ストロースは蜂蜜酒の発明を、「自然から文化への移行であり、人間の行動を決定づける行為である」と分析している。
新石器時代のビーカー文化の遺跡では、蜂蜜酒を飲むための土器と考えられる遺物が発見されている。また、古代ケルト文化の人々には蜂蜜酒は「不死の飲み物」とされ、その神話と強い結び付きがある。古代アイルランド・ケルト人は、先王が失脚すると、敬意を込めて蜂蜜酒の入った桶で溺死させて、祖先のもとに送った。
古代から中世初期のスラヴ人とゲルマン人の間で、ビールと並んで最も一般的な酒であった。当時はワインやビールに蜂蜜を入れて飲むことが多く、ビールにホップが入れられるようになる16世紀までは蜂蜜酒と問題なく共存していた。イギリスにおいても同様であるが、人口が増えるにつれ蜂蜜酒が行き渡らなくなり、中世のイングランド人にとって蜂蜜酒は貴族的な飲み物となった。一般市民には軍隊生活や祭礼の時に飲まれる程度だった。蜂蜜酒に代わり一般市民が飲むために穀物から醸造されるエールが開発され、時代が下ってビールとなっていった。

## 製法
蜂蜜を水（おおよそ2倍から3倍ほど）で薄め、アルコール発酵させて造る。蜂蜜は糖分に富む（糖度80度前後）が、極めて浸透圧が高いので微生物の繁殖が抑制されている。しかし水で薄めると糖分の濃度が下がり、酵母の繁殖に適した浸透圧となるので発酵が始まる。単に水で薄めるだけでも蜂蜜中で休眠していたり空気中から落下したりする天然の酵母によって発酵が起こるが、人工的に酵母を添加したほうが失敗は少ない。
製法の一例として、水で3倍程度に薄めた蜂蜜に酵母（ドライイースト）を加え、夏場は2日から3日、冬場は1週間ほど発酵させる。
蜂蜜にワインやブランデー、生薬や香料を加えて作る方法もある。ちなみに生薬や香料（ハーブ）を加えたミードをMetheglin（メセグリン）と云う。これはウェールズ語のMeddyglynに由来する語であり、これはmeddyg「医師」(ラテン語のmedicus「医師」からの借用である。)とllyn「飲み物」の合成語である。医薬品のMedicine（メディスン）はラテン語のmedicīna「薬、医術」に由来する語であり、medicīnaはmedicusから派生した形容詞medicīnus「医術の、医師の」の女性形に由来する名詞である。エリザベス1世はこのハーブミードをこよなく愛飲したと云われている。また、エリザベス2世もミードを愛飲し、旧ソ連時代にはリトアニア産のミード「スタクリシュケス（Stakliškės）」に製造特許を与えている。
日本国内において酒類製造免許が無い状態で作成した場合は酒税法違反となり、製造するだけでも5年以下の懲役または50万円以下の罰金となる。製造する専用の機械等も多数販売されているが、アルコール度数1%未満でなければならない。他者に渡したりする場合も、自分で飲用する場合も「無免許製造」となり、酒税法違反となる。また2008年には租税特別措置法改正による、飲食店などでの梅酒等の製造について、一定の手続き（製造申告書）を税務署に申請すれば条件付で客への提供も可能となる特例についても、アルコール発酵を伴うことから特例の対象とならなかった。

## 新婚旅行(ハネムーン)
新婚旅行をハネムーンという語源でもある。古代から中世のヨーロッパにおいて、新婚直後の新婦は住居から外出せずに1か月間、蜂蜜酒を作り、新郎に飲ませて子作りに励んだ。これは蜂蜜に強壮作用があるとされたことと、蜂の多産にあやかるためではないかとされる。またお祝いの宴会も1か月間行われたとも云われている。ここから「蜂蜜の一か月」＝「蜜月」（ハニームーン）という言葉が生まれた。また「第一子の誕生は男の子」という祈りも込められており、かなりの確率で生まれると信じられている面もある。

## ジューン・ブライド (June Bride) との関連
ジューン・ブライド関連には諸説あるが、生活環面から考察すると、春になると花々が咲き、農耕準備や牧草の芽吹きも始まる。同時期ミツバチたちも懸命に蜜を集める。6月ちょうど巣に蜜が一杯になる頃、農耕作業の一段落、牧草の刈取り開始前となり人手が必要となる。そこで嫁取りをすることにより人手確保を図った。結婚式が多く行われることとなる。満々と蜜をたたえた巣から採れた蜂蜜で酒 (ミード) を造り、また蜜蝋で作ったロウソクを神殿や教会などに寄贈して豊穣や家族の結束や子孫繁栄を祈願して祝宴を催したと考えられる。

## ポーランドの蜂蜜酒 「ミュート・ピトニィ」

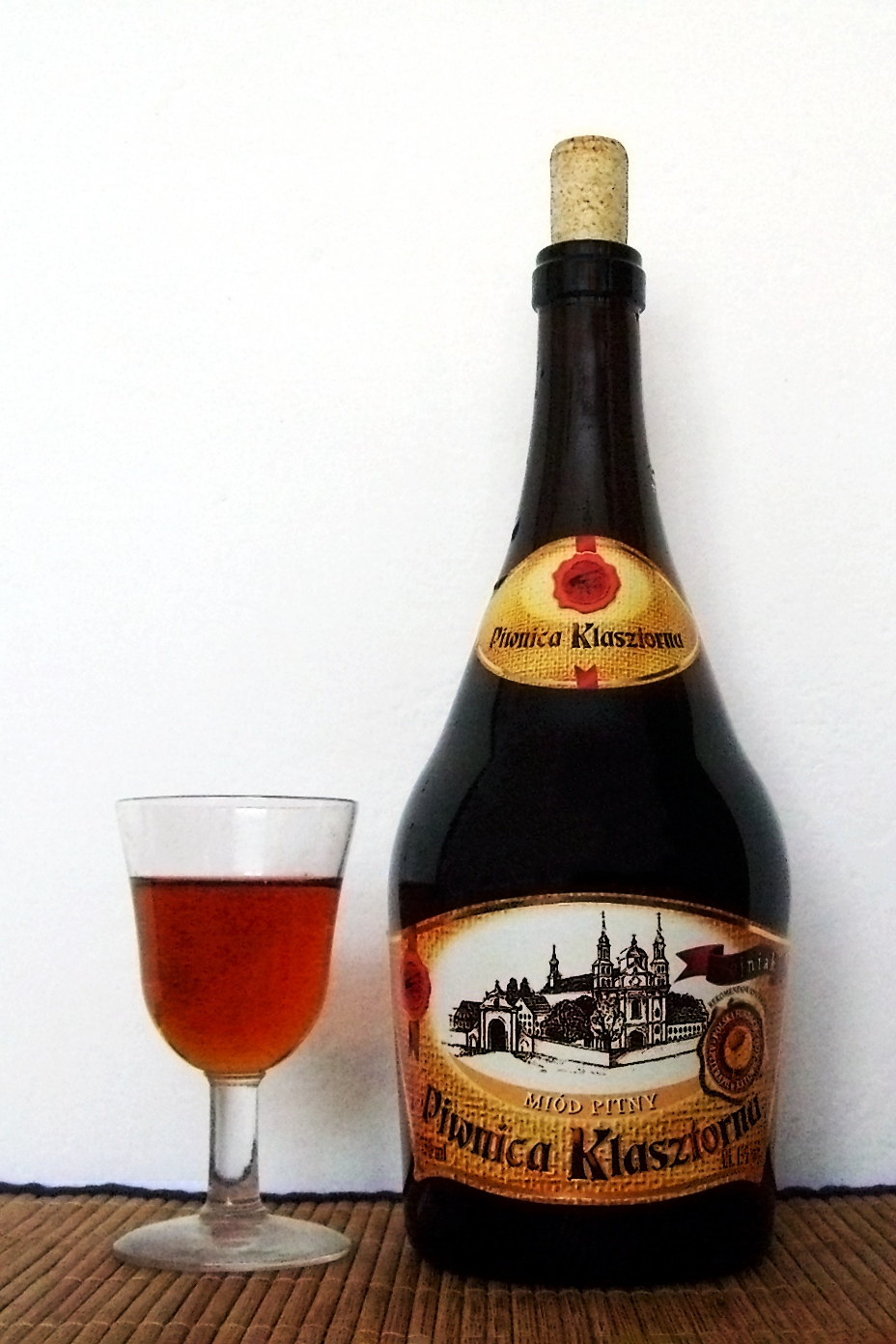
ミュート・ピトニィ
これは蜂蜜と水が1対2の「トゥルイニャック (Trójniak)」という種類

ポーランドの蜂蜜酒「ミュート・ピトニィ（波: Miód Pitny）」は2008年に欧州連合 (EU) の政策執行機関である欧州委員会 (EC) から正式な伝統ブランドとして認定されている。ミュート・ピトニィは総称で、それには多数の製法があり、それぞれに他と区別する名称がある。中世ポーランド王国の初期にポーランドを訪れたヴェネツィア商人アンブロジオ・コンタリーニはポーランド人が「蜂蜜から作ったワイン」を好んで飲むことを記している。ポーランド・リトアニア共和国の時代に入るとそれまでミュート・ピトニィと共に人気のあったビールに加えて、ライ麦やジャガイモから作られる蒸留酒のウォッカが徐々に好まれるようになったが、王国南部山岳地帯のポトハレ地方やリトアニア地方ではミュート・ピトニィがよく作られた。ジュース、ハーブ、スパイスと一緒に調合して一種のカクテルとして飲むことが流行ったりした。ポーランドでは「全国ワインおよびミュート・ピトニィ醸造者委員会」が「ワインおよびミュート・ピトニィ全国コンクール」を開催し、毎年生産される一連のミュート・ピトニィの品質を評価して発表している 。「ミュート」とは「蜂蜜」、「ピトニィ」とは「飲用の」の意味で、「ミュート・ピトニィ」とは「飲用蜂蜜」の意味であるが、蜂蜜だけでなくミュート・ピトニィも単純に「ミュート」と呼ばれることも多い。

## リトアニアの様々な蜂蜜酒
リトアニアは養蜂が盛んで、バルト三国（エストニア、ラトビア、リトアニア）の中でミードの醸造所を有する唯一の国でもある。国内でも醸造所はスタクリシュケス地方にある「リエトゥヴィシュカス・ミドゥス（Lietuviškas Midus）」のみで、ハーブを用いたユニークなレシピは1972年にイギリス女王エリザベス2世から特許を与えられ、その後リトアニアの国家遺産に指定されるなどリトアニアを代表する伝統酒となって以降、その知名度がヨーロッパに広まった。中でも現地で人気なのは「スクティニス（Suktinis）」と呼ばれるミードネクター（ミードの蒸留酒）で、リトアニア産ミードに14種のハーブを調合して蒸留した世界的にも珍しいアルコール50%のお酒。イメージとしては甘口のフレーバードウォッカに近く、カクテルベースなどでの汎用性は高いが、現地では当然のごとくショットで飲まれている。こちらも国家遺産に指定され、お祝いの席でよく振る舞われるお酒である。
その他にも、アルコール6%でビールのように冷やして飲むドラフトミード「ミドゥス6%（Midus6%）」、スーパーフードとして近年注目のビーポーレンや蜂蜜健康食品として有名なプロポリスを原料としたリキュール「ビチュウ・ドゥオネレス・リケリス」、樽熟成の蜂蜜ブランデー「ハニーシュナップス（Honey Schnapps）」、アルコール75%の蜂蜜スピリッツ「ジャルギリス（Žalgiris）」など蜂蜜で醸造されるお酒は多岐にわたる。

## 神話伝説
北欧神話には、詩人に素晴らしい詩の才能を授ける不思議な「詩の蜜酒」が登場する。賢いクヴァシルが殺され、搾り取られた彼の血が蜂蜜と混ぜられ、醸されてできあがった。巨人が隠匿していたところ、オーディンが策略を駆使して蜜酒をまんまと盗み出し、神々の国へ運び出して、詩人に分け与えるようになったという。
現実でもブドウの栽培が難しい北欧諸国では、ワインではなく蜂蜜酒がよく飲まれている。